# Fischersdorf (Dresden)

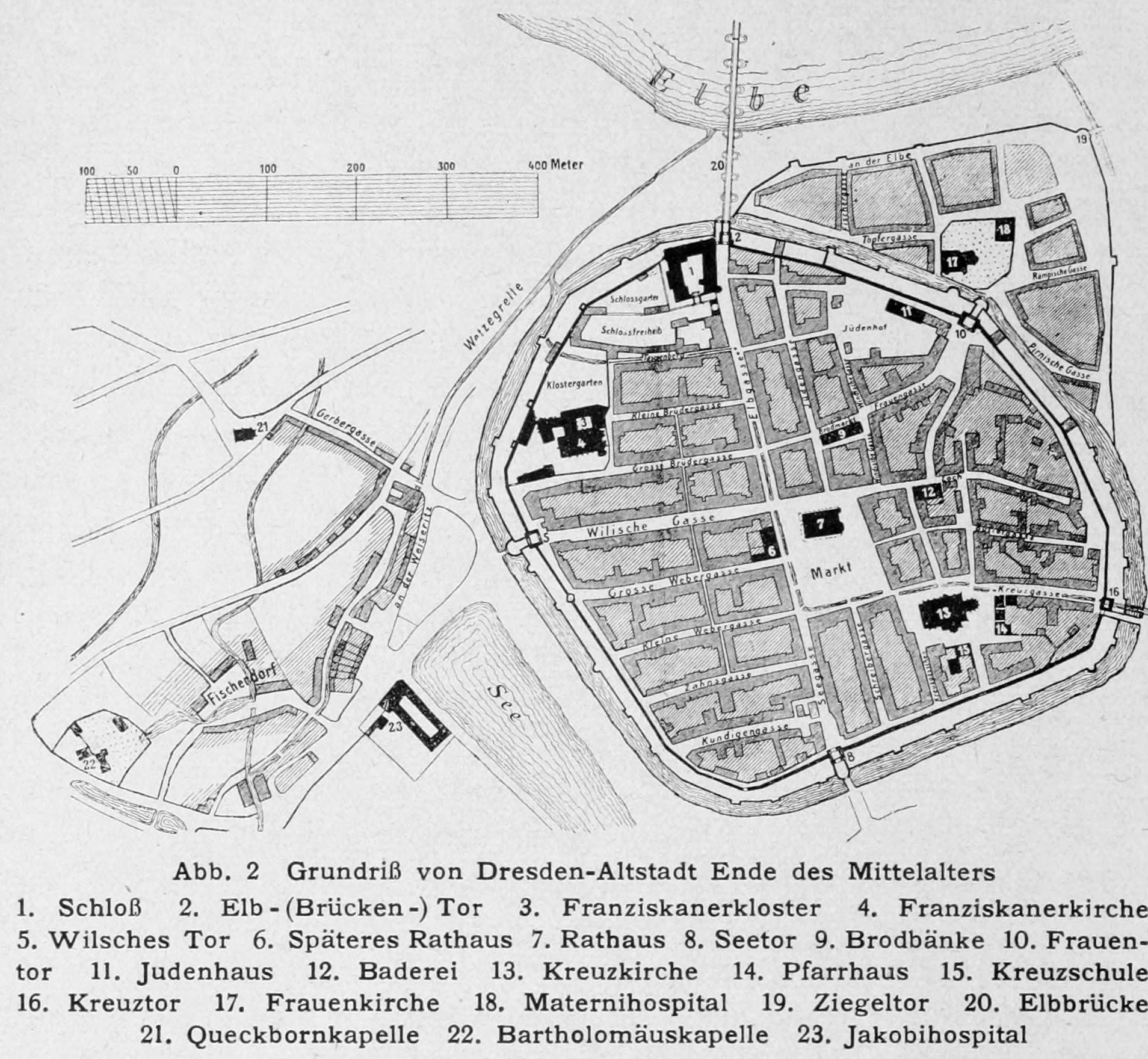
Fischersdorf westlich von Dresden auf einem Stadtplan Ende des Mittelalters

Fischersdorf war ein Dorf westlich des Dresdner Stadtzentrums, der Inneren Altstadt. Es befand sich, zuletzt unter dem Namen Fischhofplatz, in der Wilsdruffer Vorstadt (Gemarkung Altstadt I). Infolge der Zerstörungen durch die Luftangriffe auf Dresden im Februar 1945 und die anschließende Trümmerberäumung ist die historische Wegestruktur und Bebauung gänzlich verschwunden. Es zählt somit zu den wüst gefallenen Dörfern Dresdens.

## Geschichte

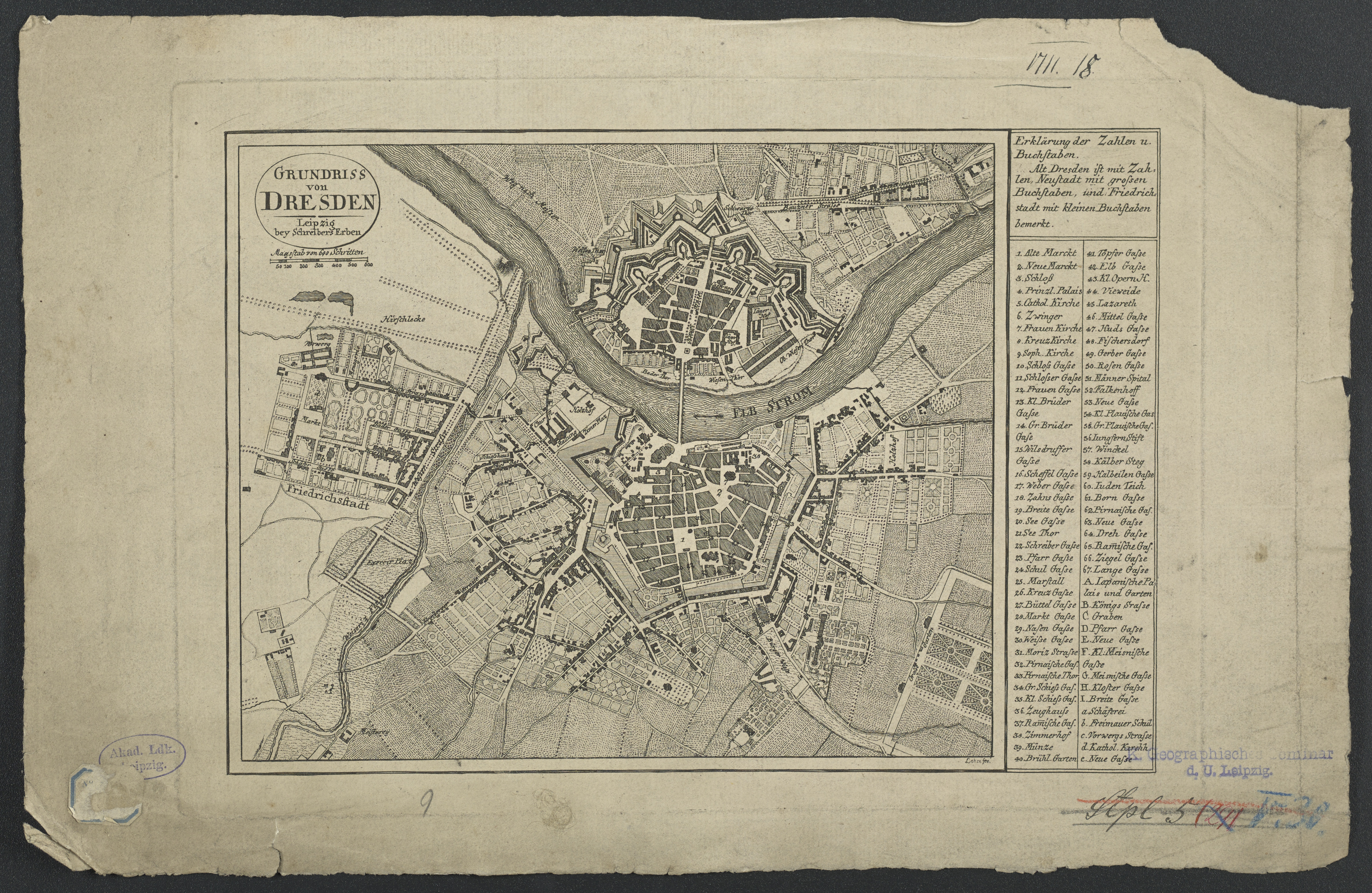
Grundriss von Dresden, 1750 (vor dem preußischen Bombardement). Vom Altmarkt (1) links in Verlängerung der Scheffel Gasse (16) befindet sich Fischersdorf (48) nördlich der Annenkirche vor der Bastion der Stadtmauer.

Der Ort taucht urkundlich erstmals 1410 als Vischerdorf und 1411 als Fischerdorf auf, dürfte jedoch deutlich älter sein. Ursprünglich lag das Dorf weiter nördlich zur Elbe an den Ostrawiesen aus denen später das Kleine Ostragehege hervorging. Mitunter wird die Umsiedlung an den späteren Standort (am anderen Ende der städtischen Viehweide) auf das Jahr 1480 datiert. Martin Bernhard Lindau zeigte in seiner Geschichte der Haupt- und Residenzstadt Dresden allerdings, dass in jenem Jahr lediglich acht Fischer und Gärtner ihren langjährigen Besitz, „einen [als Wiese und Weide genutzten] Werder zu ‚Altfischersdorf bei der Viehweide an der Elbe zu Dresden gelegen‘“, dem Landesfürsten übertrugen. Im Gegenzug erhielten sie erblich und zinsfrei „einen Garten, ‚zwischen dem landesherrlichen Teiche daselbst zu Fischersdorf und dem Rabengarten gelegen‘“ sowie ein kostenloses jährliches Holzkontingent. Die Umsiedlung muss dementsprechend früher stattgefunden haben, Eichler und Walther vermuten sie im 13./14. Jahrhundert.
Das Jahr 1445 brachte einen mehrtägigen Regen, der den Kaitzbach anschwellen ließ und die Dresdner Vorstadt um die Frauenkirche überschwemmte. Auch die Weißeritz trat 1445 über die Ufer und richtete Schäden an Gebäuden in Fischersdorf und der Viehweiden-Gemeinde an.
Kurfürst Moritz legte 1550 die Dresdner Weichbildgrenzen neu fest. Damit kamen unter anderem die beiden Dörfer Poppitz und Fischersdorf vom Amt Dresden als Vorstädte unter die Kontrolle des Rats zu Dresden. Dabei bestätigte er, dass beide Dörfer keine Geldzinsen abzuliefern hatten, sondern nur Fischzinsen und Dienste zum Kehren des Dresdner Schlosses hatten. Die Gemeinde hatte 1482 einen Platz an der Viehweide an den damaligen Landesherrn abgetreten und im Gegenzug die Erlassung des Zinses erhalten. Besitzern eines Gartens in Fischersdorf war seit 1687 Dorothea Elisabeth von Flemming, Gemahlin des Grafen Heino Heinrich von Flemming.
In den Jahrhunderten seit der Eingliederung wuchsen Poppitz und Fischersdorf mit den vor der Stadtmauer gelegenen Häusern zur Wilsdruffer Vorstadt zusammen, sodass der ehemalige Dorfplatz im Jahr 1855 in Fischhofplatz umbenannt wurde. Nach Norden führte von Fischersdorf die 1840 angelegte Fischhofgasse zur Palmstraße (bis 1850 Hundsgasse) und dem dortigen Hoffischgarten. In diesem standen die Behälter zur Aufbewahrung der für den Dresdner Hof angelieferten Fische.
Die Luftangriffe auf Dresden zerstörten im Februar 1945 das Gebiet des früheren Dorfes. Nach der Großflächenenttrümmerung des Areals erfolgte eine Umgestaltung zwischen der nördlich gelegenen Freiberger Straße und der südlich gelegenen Annenstraße. Damit wurden letzte landschaftliche Bezüge zum historischen Fischersdorf und seiner Umgebung getilgt.